# Asellia
Asellia is een geslacht van zoogdieren uit de familie van de bladneusvleermuizen van de Oude Wereld (Hipposideridae). De wetenschappelijke naam van het geslacht werd in 1838 gepubliceerd door John Edward Gray.

## Soorten
Er worden 4 soorten in dit geslacht geplaatst:
- Asellia arabica Benda, Vallo, & Reiter, 2011
- Asellia italosomalica De Beaux, 1931
- Asellia patrizii De Beaux, 1931
- Asellia tridens (É. Geoffroy Saint-Hilaire, 1813) – Drietandbladneusvleermuis